# Dimitris Tzamouranis
Dimitris Tzamouranis (griechisch Δημήτρης Τζαμουράνης; geboren 11. Juli 1967 in Kalamata, Griechenland) ist ein in Berlin lebender griechischer Maler.

## Leben und Wirken
Dimitris Tzamouranis absolvierte nach dem Studium der Malerei und Grafik an der Universität der Schönen Künste in Thessaloniki seine Weiterbildung als Meisterschüler an der Universität der Künste Berlin. 1999 lebte und arbeitete er  dank eines Stipendiums des Berliner Senats ein Jahr in Istanbul.
Seit etwa 2001 malt er sehr persönliche Arbeiten in einer realistischen Bildsprache.
Er geht über das rein Abbildhafte hinaus und streut rätselhafte Elemente und Figuren in die Szenen ein. Wirklichkeit und Traum mischen sich subtil, die Darstellungen erscheinen magisch, Beleuchtungen, Licht und Schatten erzeugen eine Cineastische Dramatik. Ein Prinzip, das er bis heute in immer wieder neuen Variationen und Erzählungen weiter verfolgt.
Eine besondere Nähe und Intimität findet sich in seinen zahlreichen Figurenstudien, Porträts und Selbstbildnissen. In dem leicht surrealen oder paradoxen Rahmen kommen zutiefst menschliche Ängste und zentrale Themen unseres Lebens zur Darstellung: Liebe, Sehnsucht, Hoffnung, Schmerz, Sinnsuche. Tzamouranis arbeitet stets mit Modellen, häufig stammen sie aus seinem direkten Umfeld. Anregungen sind neben seiner eigenen Imagination und die durch die theatralische Regie gefundenen Szenen auch Motive aus der Kunstgeschichte. Historische, mythologische und biblische Sujets katapultiert er in die Gegenwart, häufig auch nur in Teilen, sodass sich eine irritierende wie faszinierende Mischung von Moderne und über Jahrhunderte tradierte Bildfindungen entwickelt.

## Einzelausstellungen (Auswahl)
- 2018 Garden of Youth, Tumult Foundation, Contemporary Art Center; Toruń, Polen
- 2017 Mare Nostrum, Galerie Michael Haas, und Kunstlager Haas; Berlin
- 2015 A day for Life, a day for Death, Zina Athanassiadou Gallery; Thessaloniki
- 2014 Melancholia – Altar, Zone Contemporaine; Bern
- 2014 Tarot, Galerie Haas; Zürich
- 2013 Dimitris Tzamouranis, Retrospektive, Frissiras Museum; Athen
- 2013 Melancholia, Kunsthalle Osnabrück; Osnabrück
- 2012 Melancholia, Galerie Miro; Prag
- 2010 Dimitris Tzamouranis – New Paintings, Galerie Michael Haas; Berlin
- 2010 Galerie Haas & Fuchs; Berlin
- 2010 Time of the Signs - Jimmie Durham, Kendell Geers, Dimitris Tzamouranis, de Pury & Luxembourg; Zürich
- 2008 Scarscapes, MOMus Museum of Modern Art; Thessaloniki
- 2008 Dimitris Tzamouranis, Akademie der Konrad-Adenauer-Stiftung; Berlin
- 2007 Supraficciones, Fundació "la Caixa", Lleida; Katalonien
- 2006 Das Haus, Kunstverein Buchholz; Buchholz
- 2006 Spiegelsaal, Wohnmaschine; Berlin
- 2004 Dimitris Tzamouranis, Batagianni Gallery; Athen
- 1999 Rent a Dream, Bm-Suma Contemporary Art Center; Istanbul
- 1997 Dimitris Tzamouranis, Ileana Tounta Contemporary Art Centre; Athen

## Gruppenausstellungen (Auswahl)
- 2019 AthenSYN I: Homemade Exotica, Freiraum in der Box, Berlin
- 2019 Woods Art Institute, Wentorf bei Hamburg
- 2018 New Horizons of European painting III, Museum Frissiras, Athen
- 2018 Painting still alive, Contemporary Art Centre, Toruń, Polen
- 2017 Antidoron, Documenta 14, Kassel
- 2017 New Acquisitions, National Museum of Contemporary Art, Athen
- 2015 Freude Schöner Götter Funken – Am Anfang War Das Kreuz, ABTART, Stuttgart
- 2014 Existenzielle Bildwelten, Sammlung Reinking, Weserburg, Museum für Moderne Kunst, Bremen
- 2013 Landschaft nach 2000, Kunsthalle Osnabrück, Osnabrück
- 2011 Polyglossia, Onassis Cultural Centre, Athen
- 2010 Lebenslust und Totentanz, Olbricht Collection, Kunsthalle Krems, Krems
- 2010 Waking the Dead, Kunsthalle Autocenter, Berlin
- 2009  Paint-id. Contemporary painting in Greece, MOMus Museum of Modern Art, Thessaloni
- 2009 In Istanbul, Between Arrival and Departure, Bm-Suma Contemporary Art Center, Istanbul
- 2008 Call it what you like, Kunst Centret Silkeborg Bad, Silkeborg
- 2007 Malkunst 2 - Contemporary Painting in Berlin Mudima, Fondazione per l’Arte Contemporanea, Mailand
- 2007 Activni constelace, Haus der Kunst der Stadt Brünn, Tschechien
- 2006 Masquerades - Femininity, Masculinity and other Certainties, Greek State Museum of Contemporary Art, Thessaloniki
- 2006 Minimal Illusions, Villa Merkel & Bahnwärterhaus, Esslingen
- 2005 Passion des Sammelns, Stiftung Federkiel, Halle 14, Leipzig
- 2004 Biennale europea Arte Visive, La Spezia
- 2004 In the Gorges of the Balkans, Personal Cinema Group, Kunsthalle Fridericianum, Kassel
- 2002 4. Cetinje Biennial, Cetinje Biennale of Visual Arts, Cetinje, Montenegro
- 2002 Familistère 1, Kunst-Werke e.V., Berlin
- 2002 La creación de la Guerra de los Balcanes: el juego, MediaLab Prado, Madrid
- 1998 Transmutar - Berlin -  Barcelona, Associacion de Cultura Contemporania L’Angelot (ACC), Barcelona
- 1998 Orient/e, The Jewish Museum and Archives of Hungary, Budapest
- 1997 And Still the Ship is not in Sight, GAK – Gesellschaft für Aktuelle Kunst e.V., Bremen
- 1995 Configura 2, Kunsthalle Erfurt, Erfurt
- 1995 Atmosfery, Galeria Miejska Arsenal, Posen, Polen
- 1995 Museum Artystów, Lodz, Polen
- 1995 Grenzenlos, Obere Galerie im Haus am Lützowplatz und Galerie Eva Poll, Berlin
- 1994 VII Biennial of the Mediterranean countries, Lissabon

## Einzelpublikationen
- Tumult Foundation (Hrsg.): Dimitris Tzamouranis, Garden of Youth, Toruń 2018. Text: Michael Stoeber.
- Galerie Michael Haas (Hrsg.): Mare Nostrum, Dimitris Tzamouranis, Berlin 2017. Text: Michael Stoeber
- Galerie Haas Zürich (Hrsg.): Tarot, Dimitris Tzamouranis, Berlin 2014. Text: Erika Költzsch
- Frissiras Museum (Hrsg.): Dimitris Tzamouranis – Painting. Athens 2013. Text: Thanassis Moutsopoulos
- Kunsthalle Osnabrück (Hrsg.): Dimitris Tzamouranis Melancholia. Ostfildern 2013, Hatje Cantz Verlag. Text: Sotirios Bachtsetzis, Andre Lindhorst, David Woodard
- Galerie Michael Haas Berlin(Hrsg.): Dimitris Tzamouranis – New Paintings, Berlin 2010 Text: Christos Joachimides
- Konrad Adenauer Stiftung (Hrsg.): Dimitris Tzamouranis, Malerei, Berlin 2008
- Kunstverein Buchholz (Hrsg.): Dimitris Tzamouranis, Altenburg 2006, Verlag für Moderne Kunst Nürnberg. Text: Sven Nommensen, Sotirios Bachtsetzis